# Sexual Eruption
Sexual Eruption ist die 19. Solosingle des US-amerikanischen Rappers Snoop Dogg. Sie wurde am 20. November 2007 veröffentlicht und ist die erste und einzige Single auf seinem neunten Studioalbum Ego Trippin’. In einigen Ländern erschien das Lied mit abgemildertem Text unter dem Titel Sensual Seduction.

## Inhalt
Snoop Dogg zeigt sich in dem Track als Frauenheld, der mit seiner Verführkunst sexuelle Eruptionen auszulösen vermag.

## Musikvideo
Das Musikvideo unter der Regie von Melina Matsoukas zeigt Snoop Dogg mit Musikern und Tänzerinnen in humoristischer 1970er/1980er-Video-Ästhetik. Snoop Dogg ist dabei mehrmals als Keyboarder mit der Talkbox zu sehen.

## Hintergrund
Snoop Dogg singt in Sexual Eruption mehr als dass er rappt. Der bis dahin unbekannte Shawty Redd übernahm die Produktion des Songs. Snoop Dogg vertraut im Song größtenteils auf poppigen Electro/Cloud Rap und benutzt den Auto-Tune-Effekt. Der Song ist in drei Strophen aufgeteilt. In der ersten und zweiten singt Snoop und in der dritten rappt er. Am 4. Dezember 2007 wurde der Song auch als Sensual Seduction veröffentlicht.

## Rezeption

### Chartplatzierungen
| ChartsChartplatzierungen       | Höchstplatzierung | Wochen |
| ------------------------------ | ----------------- | ------ |
| Deutschland (GfK)              | 15 (12 Wo.)       | 12     |
| Österreich (Ö3)                | 40 (11 Wo.)       | 11     |
| Schweiz (IFPI)                 | 22 (10 Wo.)       | 10     |
| Vereinigte Staaten (Billboard) | 7 (20 Wo.)        | 20     |
| Vereinigtes Königreich (OCC)   | 24 (6 Wo.)        | 6      |

| ChartsJahrescharts (2008)      | Platzierung |
| ------------------------------ | ----------- |
| Vereinigte Staaten (Billboard) | 50          |

### Auszeichnungen für Musikverkäufe
| Land/Region     | Auszeichnungen für Musikverkäufe (Land/Region, Auszeichnung, Verkäufe) | Verkäufe |
| --------------- | ---------------------------------------------------------------------- | -------- |
| Brasilien (PMB) | Platin                                                                 | 60.000   |
| Insgesamt       | 1× Platin ·                                                            | 60.000   |